# Simpson Thacher & Bartlett
Simpson Thacher & Bartlett è uno studio legale internazionale statunitense, tra i primi trenta al mondo per fatturato, con sede nel Lexington Avenue di New York e altri nove uffici tra Stati Uniti, Regno Unito, Cina, Giappone, Hong Kong e Brasile.

## Storia
John W. Simpson, Thomas Thacher e William M. Barnum fondarono l'azienda sotto il nome di Simpson, Thacher & Barnum il 1º gennaio 1884, al numero 9 di Pine Street, Manhattan. I tre erano stati assistenti legali presso il vecchio studio Alexander & Green. Nel 1889, il nome fu cambiato in Reed Simpson Thacher & Barnum in conseguenza dell'ingresso dell'ex presidente della Camera dei Rappresentanti Thomas Brackett Reed nello studio legale. Alla morte di Reed, nel 1902, la denominazione venne nuovamente modificata in Simpson Thacher Barnum & Bartlett. La modifica finale avvenne nel 1904, quando lo studio assunse il suo nome attuale (Simpson Thacher & Bartlett).
Dalla sua ubicazione originale in Pine Street, l'azienda ha disposto di molti uffici in tutta New York, fino a quando si è finalmente stabilita nella sua posizione attuale al numero 425 di Lexington Avenue, sopra il Grand Central Terminal. L'azienda ha aperto un ufficio a Los Angeles nel 1996, a Palo Alto nel 1999, e a Washington, D.C. nel 2005.  In particolare, l'ufficio di Palo Alto è oggi il secondo ufficio più grande dell'azienda nonché rappresentante di alcuni dei più illustri giganti tecnologici e società di private equity della Silicon Valley.
La sua espansione internazionale, invece, iniziò già alla fine degli anni '70, con l'inaugurazione della sede di Londra nel 1978, nel grattacielo CityPoint. Da allora, Simpson Thacher ha aperto uffici a Tokyo (1990), Hong Kong (1993), Pechino (2007), San Paolo (2009) e Seul (2012).